# Выршец
Вырше́ц (болг. Вършец) — город в Болгарии. Находится в Монтанской области, входит в общину Выршец. Население составляет 6518 человек.

## Политическая ситуация
Кмет (мэр) общины Выршец — Боряна Тодорова Бончева-Лечева (коалиция в составе 3 партий: Болгарская социал-демократия (БСД), Земледельческий народный союз(ЗНС), Демократическая партия (ДП)) по результатам выборов.

## Галерея

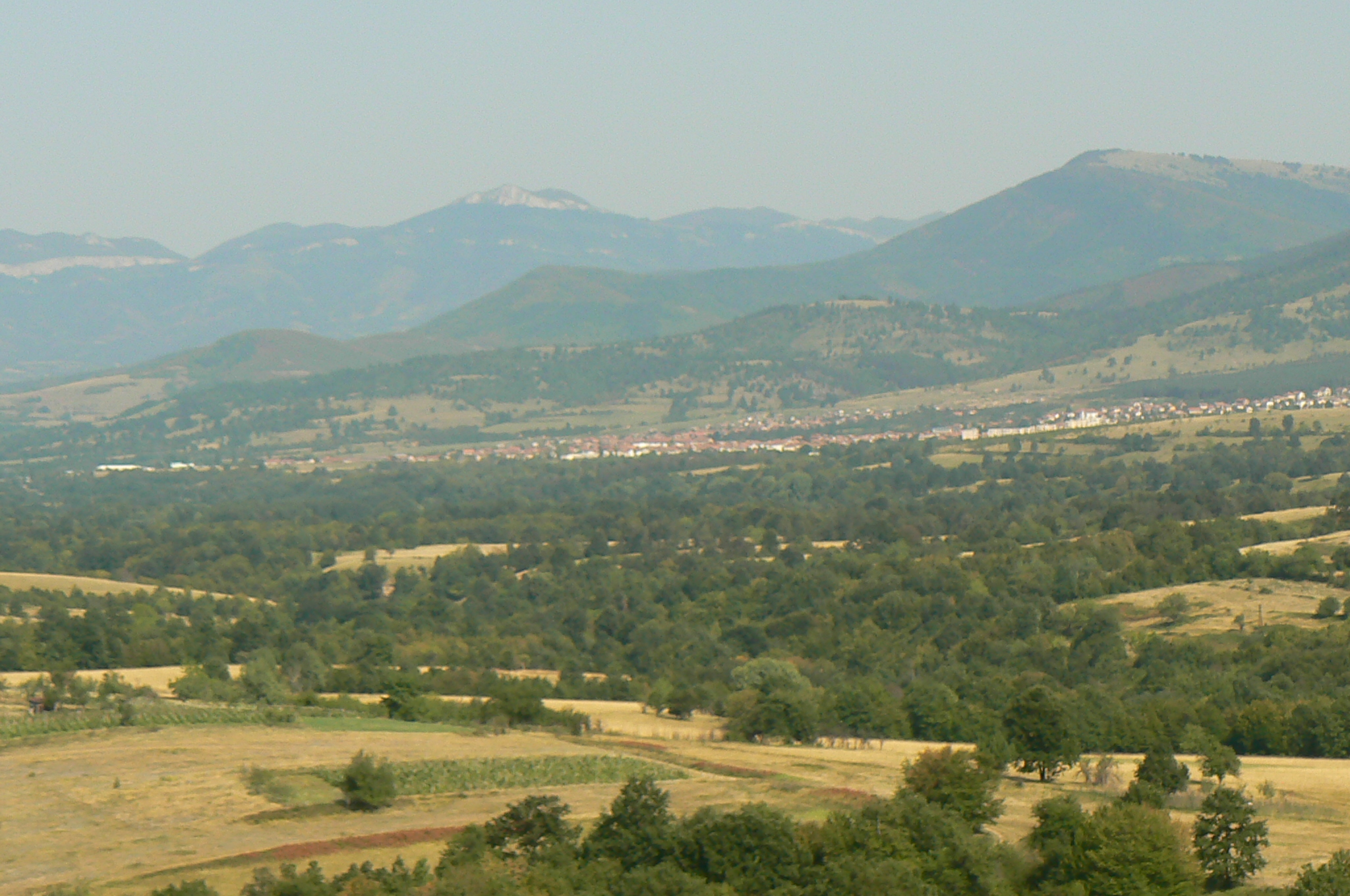
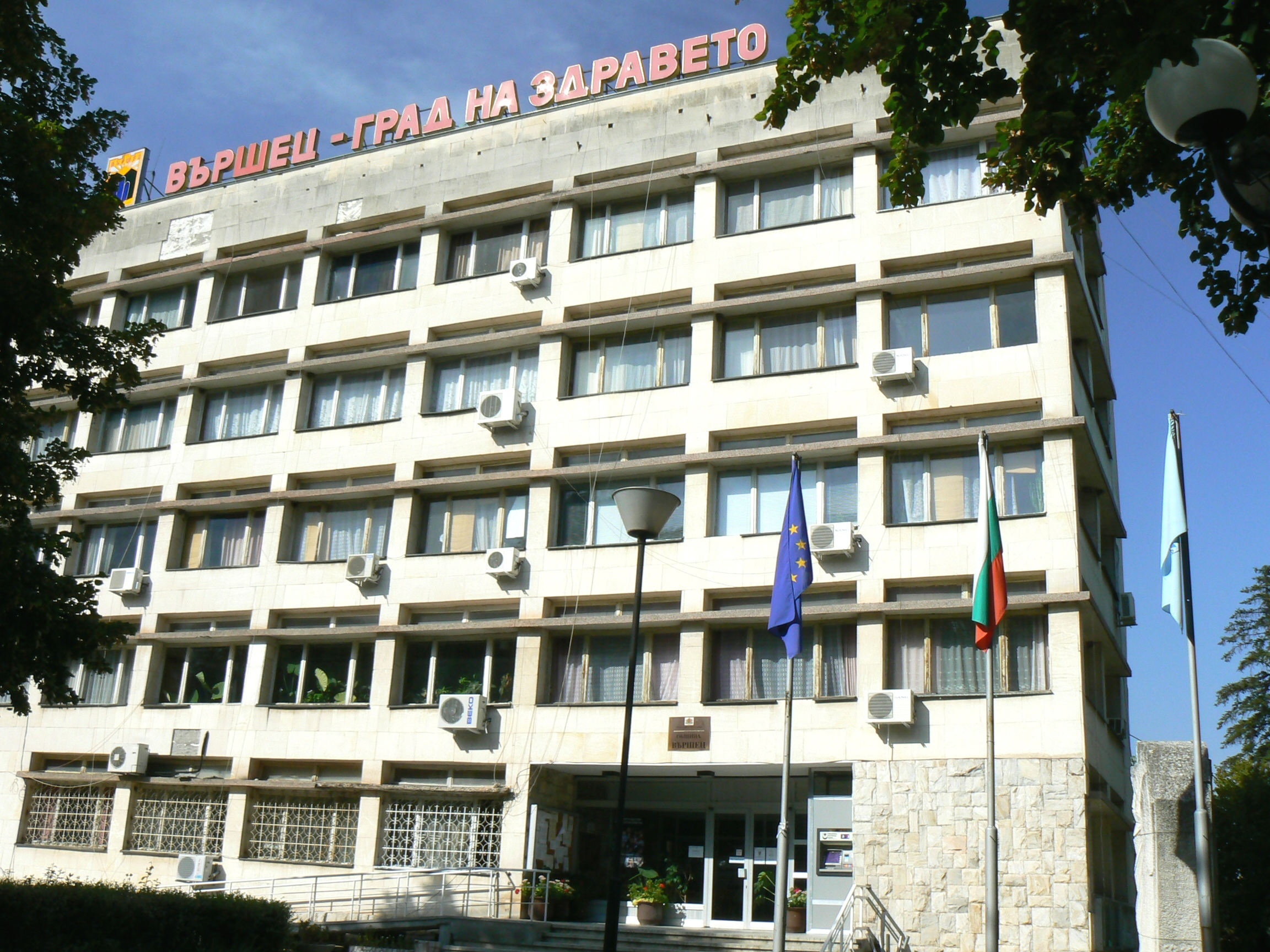
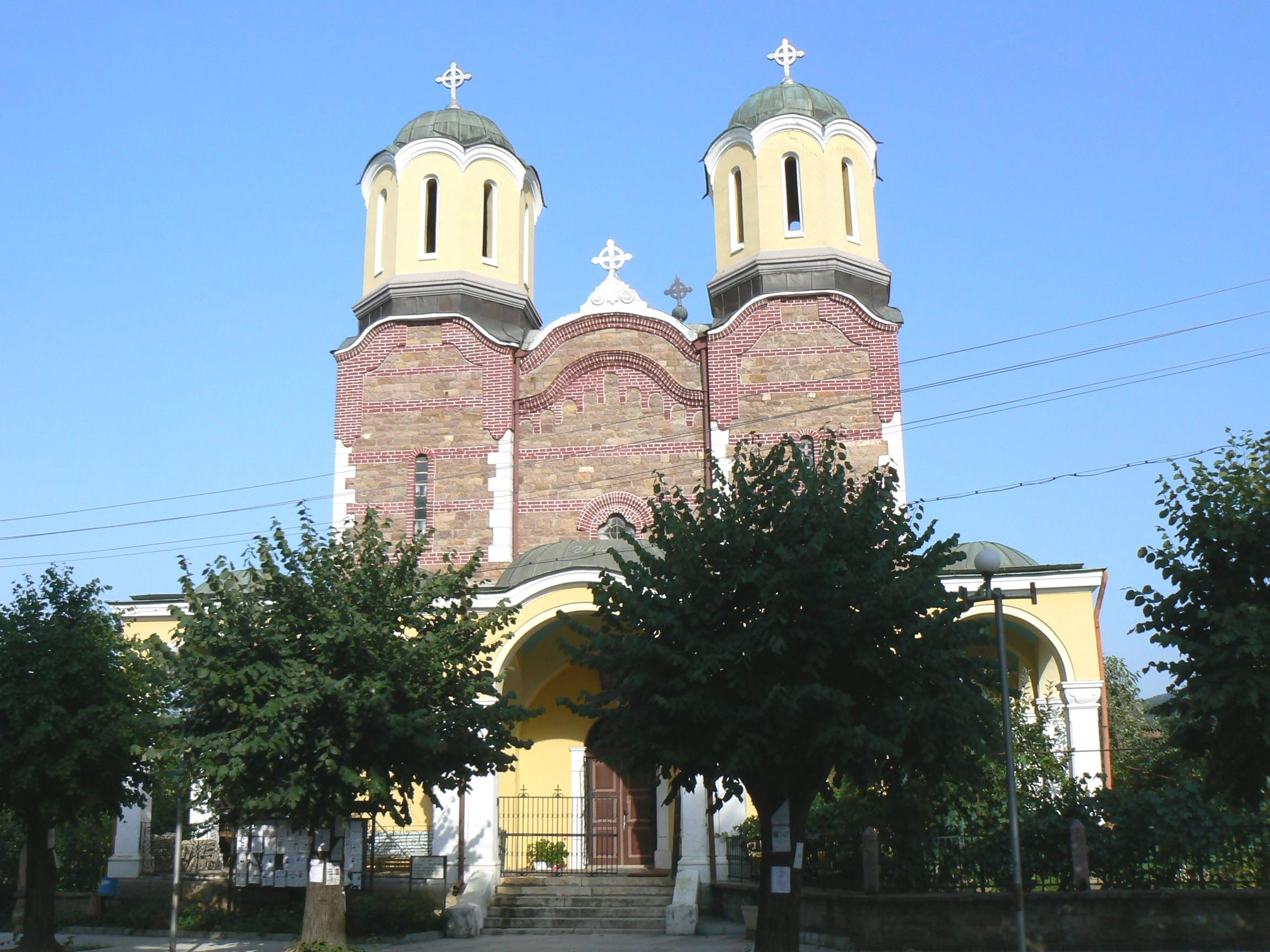